# Whitefish Bay, Wisconsin
Whitefish Bay là một làng thuộc quận Milwaukee, tiểu bang Wisconsin, Hoa Kỳ. Năm 2006, dân số của làng này là 14163 người.